# Communauté de communes Val'Eyrieux
La communauté de communes Val'Eyrieux est une communauté de communes française, située dans le département de l'Ardèche en région Auvergne-Rhône-Alpes.

## Historique
La communauté de communes a été créée le 1er janvier 2014 par fusion de quatre communautés de communes : Boutières, Haut-Vivarais, Pays du Cheylard et une partie de la communauté de communes des Châtaigniers.
La structure intercommunale est maintenue en 2017, moyennant le retrait des communes de Borée, La Rochette et Saint-Martial, qui rejoignent la communauté de communes de la Montagne d'Ardèche.

## Territoire communautaire

### Géographie
Les trente-et-une communes de Val'Eyrieux se situent à l'ouest du département de l'Ardèche.

### Composition
La communauté de communes est composée des 29 communes suivantes :

| Nom                           | Code Insee | Gentilé             | Superficie (km2) | Population (dernière pop. légale) | Densité (hab./km2) |
| ----------------------------- | ---------- | ------------------- | ---------------- | --------------------------------- | ------------------ |
| Le Cheylard (siège)           | 07064      | Cheylarois          | 13,45            | 2 812 (2022)                      | 209                |
| Accons                        | 07001      | Acconnais           | 9,87             | 365 (2022)                        | 37                 |
| Albon-d'Ardèche               | 07006      | Albonnais           | 9,11             | 158 (2022)                        | 17                 |
| Arcens                        | 07012      | Arcensois           | 18,55            | 358 (2022)                        | 19                 |
| Belsentes                     | 07165      |                     | 25,81            | 542 (2022)                        | 21                 |
| Le Chambon                    | 07049      | Chambonnais         | 10,52            | 60 (2022)                         | 5,7                |
| Chanéac                       | 07054      | Chanéacquois        | 15,73            | 262 (2022)                        | 17                 |
| Devesset                      | 07080      | Devessets           | 29,24            | 306 (2022)                        | 10                 |
| Dornas                        | 07082      |                     | 17,63            | 198 (2022)                        | 11                 |
| Issamoulenc                   | 07104      | Issamoulinois       | 15,66            | 105 (2022)                        | 6,7                |
| Jaunac                        | 07108      | Jaunassiens         | 3,92             | 121 (2022)                        | 31                 |
| Lachapelle-sous-Chanéac       | 07123      | Chapelous           | 8,94             | 159 (2022)                        | 18                 |
| Mariac                        | 07150      | Mariacois           | 16,39            | 541 (2022)                        | 33                 |
| Mars                          | 07151      | Moraillons          | 18,69            | 246 (2022)                        | 13                 |
| Rochepaule                    | 07192      | Rochepaulois        | 33,34            | 238 (2022)                        | 7,1                |
| Saint-Agrève                  | 07204      | Saint-Agrèvois      | 48,56            | 2 300 (2022)                      | 47                 |
| Saint-Andéol-de-Fourchades    | 07209      |                     | 16,47            | 53 (2022)                         | 3,2                |
| Saint-André-en-Vivarais       | 07212      | Andréens            | 20,48            | 211 (2022)                        | 10                 |
| Saint-Barthélemy-le-Meil      | 07215      | Saint-Barthélémiens | 7,35             | 203 (2022)                        | 28                 |
| Saint-Christol                | 07220      | Christolais         | 14,63            | 100 (2022)                        | 6,8                |
| Saint-Cierge-sous-le-Cheylard | 07222      | Saint-Ciergeois     | 5,99             | 217 (2022)                        | 36                 |
| Saint-Clément                 | 07226      |                     | 19,55            | 93 (2022)                         | 4,8                |
| Saint-Genest-Lachamp          | 07239      |                     | 23,09            | 112 (2022)                        | 4,9                |
| Saint-Jean-Roure              | 07248      | Jeanrourois         | 23,99            | 264 (2022)                        | 11                 |
| Saint-Jeure-d'Andaure         | 07249      | Saint-Jeurois       | 13,28            | 101 (2022)                        | 7,6                |
| Saint-Julien-d'Intres         | 07103      |                     | 21,17            | 305 (2022)                        | 14                 |
| Saint-Martin-de-Valamas       | 07269      | Saint-Martinois     | 19,98            | 1 084 (2022)                      | 54                 |
| Saint-Michel-d'Aurance        | 07276      | Saint-Michelois     | 8,14             | 262 (2022)                        | 32                 |
| Saint-Pierreville             | 07286      | Saint-Pierrevillois | 20,56            | 515 (2022)                        | 25                 |

### Démographie
| 1968   | 1975   | 1982   | 1990   | 1999   | 2010   | 2015   | 2021   |
| ------ | ------ | ------ | ------ | ------ | ------ | ------ | ------ |
| 17 236 | 16 242 | 15 479 | 14 547 | 13 984 | 13 611 | 12 909 | 12 339 |

## Politique et administration

### Siège
Le siège de la communauté de communes est situé au Cheylard.

### Les élus
La communauté de communes est gérée par un conseil communautaire composé de 55 membres représentant chacune des communes membres et élus pour une durée de six ans.
Ils sont répartis comme suit :
| Nombre de délégués | Communes                  |
| ------------------ | ------------------------- |
| 8                  | Le Cheylard               |
| 7                  | Saint-Agrève              |
| 4                  | Saint-Martin-de-Valamas   |
| 2                  | Mariac, Saint-Pierreville |
| 1                  | Autres communes           |

À l'issue des élections municipales de mars 2020, la communauté de communes comptera 51 délégués communautaires ; la nouvelle répartition est la suivante :
| Nombre de délégués | Communes                             |
| ------------------ | ------------------------------------ |
| 10                 | Le Cheylard                          |
| 8                  | Saint-Agrève                         |
| 4                  | Saint-Martin-de-Valamas              |
| 2                  | Belsentes, Mariac, Saint-Pierreville |
| 1                  | Autres communes                      |

### Présidence
L'intercommunalité est présidée par Jacques Chabal, élu et maire au Cheylard.
En 2014, le conseil communautaire a désigné dix vice-présidents :
- Maurice Weiss (Saint-Agrève) : délégations transversales, statuts et compétences d'intérêt communautaire, aménagement numérique ;
- Raymond Fayard (Nonières) : eau, assainissement, travaux et voirie ;
- Thierry Girot (Arcens) : action sociale et enfance-jeunesse ;
- Monique Pinet (Le Cheylard) : administration générale et communication ;
- Michel Villemagne (Saint-Agrève) : finances ;
- Jean-Marie Foutry (Rochepaule) : culture ;
- Catherine Faure (Intres) : tourisme ;
- René Julien (Saint-Barthélémy-le-Meil) : économie ;
- Roger Perrin (Le Cheylard) : sports et vie associative ;
- Frédéric Picard (Albon-d'Ardèche) : développement durable et aménagement de l'espace.

Ils forment ensemble l'exécutif de l'intercommunalité pour le mandat 2014-2020.

### Compétences
L'intercommunalité exerce des compétences qui lui sont déléguées par les communes membres :
- développement économique (obligatoire) ;
- aménagement de l'espace communautaire (obligatoire : schéma de cohérence territoriale et schéma de secteur, zones d'aménagement concerté, transport scolaire) ;
- production et distribution d'énergie ;
- environnement et cadre de vie ;
- développement et aménagement social et culturel (construction/aménagement/gestion/entretien d'équipements culturels et sportifs) ;
- gestion de la voirie communautaire ;
- développement touristique ;
- logement et habitat ;
- infrastructures de communication et technologies de l'information et de la communication.

### Régime fiscal et budget
La communauté de communes applique la taxe professionnelle unique.

### Sources
- Base nationale sur l'intercommunalité